# Драувен
Драувен (нід. Drouwen, нід. вимова: [drʌuʋən]) — село в нідерландській провінції Дренте. Входить до муніципалітету Боргер-Одорн.
Його площа становить 73 км², а населення станом на 2015 рік складало 430 осіб.